# Pereche de electroni

O diagramă a orbitalilor moleculari, în care se observă legarea covalentă (stânga) și covalentă polară (dreapta) într-o moleculă diatomică. În ambele cazuri, legătura se realizează prin crearea unei perechi de electroni.

În chimie, o pereche de electroni sau o pereche Lewis este alcătuită din doi electroni care se află în același orbital molecular, dar care prezintă spini opuși. Conceptul de pereche de electroni a fost introdus în anul 1916 de către Gilbert N. Lewis.

## Implicații
Deoarece electroni sunt fermioni, principiul de excluziune a lui Pauli spune că aceste particule nu pot avea niciodată același set de numere cuantice. De ceea, pentru a ocupa același orbital (adică să prezinte același număr cuantic orbital), electronii trebuie să difere prin numărul cuantic de spin. Această regulă limitează numărul electronilor ce pot exista în același orbital la doi.
Împerecherea spinilor este adesea favorabilă din punct de vedere energetic, astfel că perechile de electroni joacă un rol deosebit de important în chimie. Perechile de electroni ajută la formarea legăturilor chimice dintre atomi, sau pot fi întâlnite libere, sub formă de pereche solitară (adesea numită pereche de electroni neparticipanți), ca parte a electronilor de valență.